# Matías Cabezas
Matías Esteban Cabezas Cornejo – chilijski zapaśnik walczący w stylu klasycznym. Zajął dziewiąte miejsce na mistrzostwach panamerykańskich w 2017. Wicemistrz Ameryki Południowej w 2017 i 2019, a trzeci w 2016 roku.